# North (album Logh)
North – czwarty album szwedzkiej grupy Logh. Płyta została wydana przez Bad Taste Records w roku 2007.

## Lista utworów
1. "Saturday Nightmares" – 3:26
2. "Weather Island" – 3:32
3. "The Invitation" – 4:07
4. "All the Trees" – 3:52
5. "Death to My Home Town" – 3:22
6. "The Black Box" – 4:00
7. "Forest Eyes" – 4:25
8. "Thieves in the Palace" – 7:56
9. "Sometimes" – 3:14
10. "A New Hope" – 5:06